# Сибірське козацьке військо
Сибі́рське козацьке військо (рос. Сибирское казачье войско) — іррегулярне військо в XIX—XX столітті в Російській імперії, на території Західного Сибіру і Північного Казахстану, створене в 1808 (центр — Омськ) з козаків, що служили з XVI століття в містах і на прикордонній лінії.
У 1867 р. з Сибірських козаків було сформовано Семирічинське козацьке військо. У 1916 р. населення близько 172 тис. чоловік, близько 5 млн десятини землі. У 1-шу світову війну виставило 9 кінних полків, 3 дивізіони, 5 сотень, 3,5 батареї. У 1918 р. скасовано. Козаки Сибіру брали активну участь в Громадянській війні у військах Колчака. Під час Другої світової війни більшість сибірських козаків билися в радянських частинах, а з козаків, що емігрували, в серпні 1943 був сформований 2 полк першої бригади 1-ї козацької дивізії СС.